# Зета (ураган)
Ураган «Зета» (англ. Hurricane Zeta) — потужний ураган в кінці сезону, який обрушився на півострів Юкатан, а потім на південно-східну Луїзіану. Зета став рекордним шостим ураганом року, який обрушився на Сполучені Штати.
Численні попередження були видані в районах, які вже стикалися з іншими тропічними циклонами протягом сезону, включаючи ураган «Дельта», який три тижні тому пройшов майже так само. У Луїзіані, Міссісіпі та Алабамі введено надзвичайний стан. Сильний дощ на Ямайці призвів до зсуву, внаслідок якого загинули чоловік і його дочка, коли він обрушився на їхній сімейний будинок 24 жовтня. Сильний вітер та штормовий нагон повалили гілки дерев на затоплені вулиці в Плайя-дель-Кармен, Кінтана-Роо, поблизу місця, де Зета вийшла на берег в Мексиці. Сильний дощ, штормовий нагон і сильний вітер також вплинули на південний схід США, і в регіоні було підтверджено щонайменше шість смертей. Збиті лінії електропередач та численні аварії стали результатом у Новій Англії після того, як залишки системи принесли сильний сніг, що накопичився, до частини Нової Англії. Загалом, Зета завдала збитків щонайменше на 4,4 мільярда доларів на своєму шляху: 3,9 мільярда доларів у Сполучених Штатах і 50 мільйонів доларів у Карибському басейні. Шторм спричинив вісім смертей: дві на Ямайці через зсув і шість у Сполучених Штатах.